# Conservadorismo One Nation
Conservadorismo One Nation é uma forma de conservadorismo político britânico e uma variante do conservadorismo paternalista. Ele defende a "preservação de instituições estabelecidas e princípios tradicionais dentro de uma democracia política, em combinação com programas sociais e econômicos projetados para beneficiar a pessoa comum". De acordo com essa filosofia política, a sociedade deve ter permissão para se desenvolver de forma orgânica, em vez de ser projetada. Ele argumenta que os membros da sociedade têm obrigações uns com os outros e enfatiza particularmente o paternalismo, o que significa que aqueles que são privilegiados e ricos devem repassar seus benefícios. Ele argumenta que essa elite deve trabalhar para reconciliar os interesses de todas as classes sociais, incluindo trabalho e gestão, em vez de identificar o bem da sociedade apenas com os interesses da classe empresarial.
A frase descritiva 'one-nation Tory' originou-se de Benjamin Disraeli (1804–1881), que serviu como o principal porta-voz conservador e se tornou primeiro-ministro em fevereiro de 1868. Ele a concebeu para apelar às pessoas da classe trabalhadora, que ele esperava que a vissem como uma maneira de melhorar suas vidas por meio de leis de fábrica e saúde, bem como maior proteção aos trabalhadores. A ideologia teve grande destaque durante os dois mandatos de Disraeli no governo, durante os quais reformas sociais consideráveis foram aprovadas pelo Parlamento do Reino Unido. No final do século XIX, o Partido Conservador se afastou do paternalismo em favor do capitalismo de livre mercado. Na primeira metade do século XX, os medos do extremismo viram um renascimento do conservadorismo One Nation. O Partido Conservador continuou a defender a filosofia durante todo o consenso do pós-guerra a partir de 1945. O pensamento One Nation influenciou sua tolerância à intervenção keynesiana do governo trabalhista na economia, à formação de um estado de bem-estar social e ao Serviço Nacional de Saúde. Graças a Iain Macleod, Edward Heath e Enoch Powell, atenção especial foi dada depois de 1950 ao conservadorismo One Nation, que prometia apoio aos elementos mais pobres e da classe trabalhadora na coalizão do Partido.
Anos posteriores viram a ascensão da Nova Direita, defendida por líderes como Margaret Thatcher. Essa vertente do conservadorismo rejeitou o pensamento One Nation e atribuiu os problemas sociais e econômicos do país ao estado de bem-estar social e às políticas keynesianas. No século XXI, os líderes do Partido Conservador reviveram a abordagem One Nation, incluindo David Cameron, Theresa May e Boris Johnson - embora a posição de Johnson como conservador One Nation tenha sido fortemente contestada.